# Diatraea busckella
Diatraea busckella là một loài bướm đêm trong họ Crambidae.